# Gabriel Milovich
Gabriel Milovich (Buenos Aires, 16 agosto 1960) è un ex cestista argentino.

## Carriera
Ha partecipato al Campionato del mondo 1986 e al Campionato del mondo 1990, segnando complessivamente 26 punti in 10 partite.

## Palmarès
- Coppa Intercontinentale: 1

Obras Sanitarias: 1983